# Willi Thier
Willi Thier (* 3. April 1925 in Gelsenkirchen; † 9. Oktober 1991) war ein deutscher Fußballschiedsrichter.
Zwischen 1963 und 1968 leitete er 38 Spiele der Fußball-Bundesliga. Thier war Gründungsmitglied der Bundesliga und überhaupt der erste Gelsenkirchener Bundesligaschiedsrichter. Er und Albert Berger waren die ersten Lehrwarte der Schiedsrichtervereinigung des Fußballkreises 12 (Gelsenkirchen, Gladbeck, Kirchhellen). Werner Schütte, später ebenfalls Bundesligaschiedsrichter, und Thier arbeiteten früher zusammen im Gelsenkirchener Westfalen-Kaufhaus (WeKa).

## Weblink
- Willi Thier in der Datenbank von weltfussball.de